# Springfield Thunderbirds
Die Springfield Thunderbirds sind ein US-amerikanisches Eishockeyfranchise aus Springfield im US-Bundesstaat Massachusetts. Das Team spielt seit der Saison 2016/17 in der American Hockey League (AHL) und fungiert als Farmteam der St. Louis Blues aus der National Hockey League. Das Franchise wurde bereits 1975 unter dem Namen Erie Blades gegründet und spielte zuletzt zwischen 1993 und 2016 als Portland Pirates in der AHL.

## Geschichte
Im April 2016 war bekannt geworden, dass die Springfield Falcons an die Arizona Coyotes verkauft worden war. Das Team verließ so nach 22 Jahren die Stadt, um in der Saison 2016/17 als Tucson Roadrunners anzutreten. Nur einen Monat später kaufte eine aus Springfield stammende Investorengruppe das Franchise der Portland Pirates mit der Intention es zur Spielzeit 2016/17 in der Stadt anzusiedeln und die große Eishockeytradition der Stadt aufrechtzuerhalten.
Die Geschichte des Franchises datiert bis ins Jahr 1975 zurück, als es als Erie Blades den Spielbetrieb aufnahm. Im Jahr 1982 zog das Team erstmals um und spielte bis 1993 als Baltimore Skipjacks. Ab 1993 war es für 23 Spieljahre in Portland beheimatet gewesen.
Alsbald nach dem Erwerb durch die Investorengruppe wurden die Florida Panthers aus der National Hockey League als neuer Kooperationspartner präsentiert. Ebenso folgte am 15. Juni 2016 die Veröffentlichung des Beinamens „Thunderbirds“ in Anlehnung an den mythologischen Donnervogel und der großen Präsenz der United States Air Force in der Region um Springfield.
Im März 2020 wurden die St. Louis Blues als neuer Kooperationspartner bekanntgegeben.